# Tanaostigmodes emarginatus
Tanaostigmodes emarginatus är en stekelart som beskrevs av Lasalle 1987. Tanaostigmodes emarginatus ingår i släktet Tanaostigmodes och familjen Tanaostigmatidae.
Artens utbredningsområde är:
- Peru.
- Uruguay.

Inga underarter finns listade i Catalogue of Life.